# Блашковичі
Блашковичі (хорв. Blaškovići) — населений пункт у Хорватії, в Істрійській жупанії у складі громади Кршан.

## Населення
Населення за даними перепису 2011 року становило 149 осіб.
Динаміка чисельності населення поселення:

## Клімат
Середня річна температура становить 10,93 °C, середня максимальна – 22,71 °C, а середня мінімальна – -1,62 °C. Середня річна кількість опадів – 1394 мм.
| Клімат поселення                              | Клімат поселення | Клімат поселення | Клімат поселення | Клімат поселення | Клімат поселення | Клімат поселення | Клімат поселення | Клімат поселення | Клімат поселення | Клімат поселення | Клімат поселення | Клімат поселення | Клімат поселення |
| Показник                                      | Січ.             | Лют.             | Бер.             | Квіт.            | Трав.            | Черв.            | Лип.             | Серп.            | Вер.             | Жовт.            | Лист.            | Груд.            |                  |
| Середній максимум, °C                         | 7,77             | 7,92             | 10,10            | 14,06            | 18,52            | 22,42            | 22,71            | 22,60            | 18,50            | 14,38            | 9,63             | 7,12             |                  |
| Середня температура, °C                       | 3,06             | 3,21             | 5,39             | 9,38             | 13,84            | 17,75            | 19,97            | 19,87            | 15,76            | 11,65            | 6,90             | 4,38             |                  |
| Середній мінімум, °C                          | −1,62            | −1,48            | 0,72             | 4,67             | 9,15             | 13,05            | 17,25            | 17,14            | 13,03            | 8,93             | 4,18             | 1,66             |                  |
| Норма опадів, мм                              | 101              | 90               | 98               | 107              | 100              | 114              | 73               | 95               | 142              | 168              | 172              | 134              |                  |
| Середньомісячна швидкість вітру, м/с          | 3.20             | 3.33             | 3.35             | 3.13             | 2.84             | 2.72             | 2.64             | 2.71             | 2.84             | 3.13             | 3.46             | 3.48             |                  |
| Середньомісячна сонячна радіація, кДж/м²·день | 4395             | 7216             | 10473            | 14852            | 18996            | 20595            | 22179            | 18887            | 13928            | 9055             | 4802             | 3695             |                  |
| --------------------------------------------- | ---------------- | ---------------- | ---------------- | ---------------- | ---------------- | ---------------- | ---------------- | ---------------- | ---------------- | ---------------- | ---------------- | ---------------- | ---------------- |
| Джерело:                                      |                  |                  |                  |                  |                  |                  |                  |                  |                  |                  |                  |                  |                  |